# Abdoulaye Ly
Pour les articles homonymes, voir Ly.
Abdoulaye Ly né le 25 février 1919, et mort le 31 mai 2013, est un historien, un intellectuel engagé et un homme politique sénégalais, qui fut plusieurs fois ministre avant et après l'indépendance, ancien directeur-adjoint de l'IFAN et secrétaire général du Parti du regroupement africain-Sénégal. Il est l'auteur d'une quinzaine d'ouvrages historiques et politiques sur des problématiques tant sénégalaises que panafricaines.

## Biographie
Abdoulaye Ly est né le 25 février 1919 à Saint-Louis. Après une scolarité secondaire à Dakar, il poursuit ses études supérieures à Montpellier, Paris et Bordeaux. Avec une  thèse principale, L'Évolution du commerce français d'Afrique noire dans le dernier quart du XVIIe siècle. La Compagnie du Sénégal de 1673 à 1696, et une thèse complémentaire, Le Journal de bord de l'Amitié, journal d'un voyage en Afrique, Sénégal et pays voisins, 14 janvier-14 novembre 1685, soutenues à l'université de Bordeaux en 1955, il devient le premier Sénégalais titulaire d'un doctorat d'histoire et inaugure dans son pays un courant historiographique dans la mouvance de Cheikh Anta Diop, connu sous le nom d'École de Dakar.
Après la victoire de Léopold Sédar Senghor réélu député du Sénégal aux élections législatives françaises de 1956, son parti, le Bloc démocratique sénégalais (BDS), s'ouvre à d'autres personnalités – dont Abdoulaye Ly – et devient le Bloc populaire sénégalais (BPS). Scissions et fusions se succèdent pour aboutir à la création de l'Union progressiste sénégalaise (UPS), dont Senghor est le secrétaire général.
Abdoulaye Ly est nommé ministre de la Production dans le gouvernement du 20 mai 1957, issu de la loi-cadre et présidé par Pierre Lami et Mamadou Dia, mais il démissionne en juin 1958, déçu par les contradictions, les querelles intestines et le « manque d'austérité et de rigueur » dont fait preuve selon lui le Conseil de gouvernement.
Aux côtés d'Amadou Mahtar M'Bow et Assane Seck, comme lui favorables à une indépendance immédiate, Abdoulaye Ly quitte aussi l'UPS, qui se prononce en faveur du OUI lors du référendum du 28 septembre 1958, et participe le 20 septembre 1958 à la création du Parti du regroupement africain-Sénégal (PRA-Sénégal), dont il devient le secrétaire général.
Après l'indépendance obtenue en 1960, Abdoulaye Ly se montre rapidement très critique à l'égard de la politique menée par le premier président de la République du Sénégal, Senghor, – qu'il qualifiera par la suite de « présidentialisme néo-colonial ». Il est accusé d'appel à la rébellion pendant la campagne électorale qui précède les élections présidentielles et législatives de 1963, arrêté, et, un an plus tard, le décembre 1964, condamné à deux années de détention.
Soucieux de faire revenir les opposants, et notamment les membres du PRA-Sénégal, au sein de l'UPS, Senghor lui accorde une remise de peine en 1965 : Ly bénéficie d'une amnistie le 4 avril 1965, jour de la fête nationale.
Le rapprochement entre les deux hommes se confirme lorsqu'un an plus tard, le 15 juin 1966, le Président – le poste de Premier ministre est alors supprimé – confie à Abdoulaye Ly le ministère de la Santé publique et des Affaires sociales. Celui-ci conserve sa fonction lors des remaniements ministériels du 9 mars 1968, du 6 juin 1968 et du 13 juillet 1968.
Après son départ du gouvernement en 1970, Abdoulaye Ly poursuit ses travaux et élargit son champ de recherches. Spécialiste reconnu de la traite négrière en début de carrière à partir de sa thèse consacrée à la Compagnie du Sénégal, il consacre ses plus récents ouvrages à une réflexion globale sur les défis auxquels l'Afrique est confrontée dans un monde en mutation et sur la place d'un militantisme de gauche dans un tel environnement.
En février 2009, la communauté scientifique lui rend un vibrant hommage à l'Université Cheikh-Anta-Diop, à l'occasion de son 90e anniversaire.

## Publications
- Les masses africaines et l'actuelle condition humaine, Présence africaine, 1956
- Mercenaires noirs : notes sur une forme de l'exploitation des Africains, Présence africaine, 1957
- L'État et la production paysanne ou l'État et la Révolution au Sénégal, 1957-1958, Présence africaine, 1958
- La Compagnie du Sénégal, Présence africaine, 1958 (texte remanié de la thèse)
- L'Émergence du néocolonialisme au Sénégal, Xamle, 1981
- Feu la négritude : notes sur une idéologie néocoloniale, Xamle, L'Harmattan, 1982
- Les regroupements politiques au Sénégal, 1956-1970, CODESRIA, Karthala, 1992
- La Compagnie du Sénégal, Karthala, 1993, nouvelle édition revue et augmentée
- La théorisation de la connexion capitaliste des continents : point de vue d'historien, IFAN, 1995
- La gauche africaine devant ses anciens mots d'ordre clés sur le projet de société : enseignements que, d'un point de vue africain, l'on peut tirer en 2001 du libre examen de l'histoire de ces mots d'ordre de gauche, du temps de Marx au début de la perestroïka, Xamal, 2001
- Pour une politique novatrice de gauche en Afrique : réflexion d'un vieux militant sur les conditions de cohérence et de tolérance, Nouvelles éditions africaines du Sénégal, 2008